# Бедово (Росія)
Бедово (рос. Бедово) — присілок у Солнечногорському районі Московської області Російської Федерації.

## Розташування
Бедово входить до складу міського поселення Солнечногорськ, воно розташовано на північ від Солнечногорська, на березі річки Сестра, поруч з озером Сенеж. Найближчий населений пункт — Тимоново. Присілок з усіх сторін оточено лісом.

## Населення
Станом на 2010 рік у присілку Бедово проживало 4 особи.